# 107-мм пушка образца 1910/30 годов
107-мм пушка образца 1910/30 годов — тяжёлое советское артиллерийское орудие периода между Первой и Второй мировыми войнами. Данное орудие, представлявшее собой модернизацию пушки, разработанной для русской армии во Франции, производилось до середины 1930-х годов и приняло активное участие в Великой Отечественной войне в составе корпусной артиллерии и артиллерии РВГК.

## История создания
К концу 1920-х годов советскому военному руководству стало очевидно, что орудия периода Первой мировой войны начинают устаревать. Создание и серийное производство большого количества новых образцов артиллерийского вооружения в то время не представлялось возможным по двум главным причинам: недостаток опыта российской конструкторской школы, ослабленной Революцией и Гражданской войной, и общее плохое состояние промышленности. В этой ситуации было принято решение провести модернизацию старых артиллерийских систем, затронувшую большинство состоявших на вооружении РККА образцов артиллерийского вооружения. Главной целью проводимой модернизации было увеличение дальности стрельбы.
Наряду с другими орудиями, была проведена модернизация и 107-мм пушки образца 1910 года, разработанной французской фирмой «Шнейдер» (Schneider) и принятой на вооружение русской армии под официальным наименованием «42-линейная полевая тяжёлая пушка обр. 1910 г.». Проекты модернизации орудия были разработаны двумя организациями — Орудийно-арсенальным трестом (ОАТ) и Конструкторским бюро Научно-технического комитета Главного артиллерийского управления (КБ НТК ГАУ). Опытный образец орудия, разработанного ОАТ, имел ствол длиной 37,5 калибров, дульный тормоз, увеличенную зарядную камору и специальный уравновешивающий груз в казённой части ствола. Образец орудия КБ НТК ГАУ был близок к образцу ОАТ, отличаясь немного более длинным стволом (38 калибров) и рядом мелких изменений. По результатам испытаний, было решено для серийного производства взять образец КБ НТК ГАУ, дополнив его механизмом уравновешивания качающейся части орудия по типу образца ОАТ. При модернизации орудия производились следующие изменения конструкции:
- удлинён на 10 калибров ствол;
- установлен дульный тормоз;
- удлинена камора;
- принято раздельно-гильзовое заряжание;
- принят новый снаряд дальнобойной формы;
- укорочена на 160 мм люлька;
- на задней связке люльки и на казённой части ствола сверху установлен дополнительный груз;
- изменено давление в накатнике;
- изменено передаточное число подъёмного механизма.

Модернизированное орудие было принято на вооружение в 1931 году под официальным наименованием 107-мм пушка обр. 1910/30 гг.

## Производство
107-мм пушки образца 1910/30 гг. выпускались на ленинградском заводе «Большевик» (бывший Обуховский завод) и сталинградском заводе «Баррикады» с 1931-го до 1935 года как минимум. Кроме производства новых орудий с 1932-го по 1935 год (возможно и позже) осуществлялась переделка 107-мм пушек образца 1910 г. на заводах «Баррикады», № 7, № 13 и ККЗ. Существующие на настоящий момент данные по производству и переделке орудий противоречивы, что связано с существенной разницей между количествами планово заказанных, фактически произведённых или модернизированных и принятых заказчиком орудий. Серийное производство 107-мм пушек образца 1910/30 гг. было завершено в 1935 году.
| Производитель          | 1931 | 1932 | 1933 | 1934 | 1935 | Всего |
| ---------------------- | ---- | ---- | ---- | ---- | ---- | ----- |
| Большевик (Ленинград)  | 30   | 7    | 26   |      |      | 63    |
| Баррикады (Сталинград) |      |      | 109* | 105  | 50   | 264   |
| Всего                  | 30   | 7    | 135  | 105  | 50   | 327   |

*50 из них изготовлены в 1932 году, но фактически сданы в 1933.

## Описание конструкции
Орудие в целом сохранило основные особенности конструкции прототипа, являвшегося типичным представителем артсистем периода Первой мировой войны. К основным конструктивным особенностям 107-мм пушки образца 1910/30 гг. относятся:
- поршневой затвор;
- раздельно-гильзовое заряжание;
- дульный тормоз щелевого типа с эффективностью 25 %;
- гидравлический компрессор;
- гидропневматический накатник;
- однобрусный лафет с неподрессоренным колёсным ходом.

Ствол орудия представлял собой трубу с кожухом длиной 1600 мм и уравновешивающим грузом. На дульном срезе крепился дульный тормоз, причём орудие при определённых условиях можно было эксплуатировать и без него. 107-мм пушка образца 1910/30 гг. была одним из первых советских (российских) серийных артиллерийских орудий, оснащённых дульным тормозом. Ствол неподвижно соединён с салазками, при откате и накате они скользят вместе с ним по направляющим люльки. В нижней части корпуса салазок размещены противооткатные устройства — компрессор и накатник.
Однобрусный лафет почти не отличался от лафета 107-мм пушки образца 1910 г. Подъёмный механизм имеет два сектора. Колёса деревянные (с ними скорость буксировки не превышала 6 км/ч) или металлические с резиновыми грузошинами. Орудие перевозилось восьмёркой лошадей, ещё шесть лошадей везли зарядный ящик на 42 выстрела.

## Организационно-штатная структура
107-мм пушки образца 1910/30 гг. входили в состав корпусной артиллерии. На 1941 год существовало три варианта организации корпусных артиллерийских полков:
- 2 дивизиона 152-мм гаубиц-пушек МЛ-20 (24 орудия) и 1 дивизион 107-мм пушек (12 орудий)
- 2 дивизиона 152-мм гаубиц-пушек МЛ-20 (24 орудия) и 2 дивизиона 107-мм пушек или 122-мм пушек А-19 (24 орудия)
- 3 дивизиона 152-мм гаубиц-пушек МЛ-20 (36 орудий)

В сентябре 1941 года стрелковые корпуса были упразднены вместе с корпусной артиллерией. 107-мм пушки стали использоваться в составе артиллерии резерва Верховного Главного Командования (РВГК). В составе пушечного полка РВГК имелось, по разным штатам, 12, 18 или 24 пушки. Существовали также и пушечные бригады РВГК в составе 36 пушек. Полки могли объединяться в артиллерийские дивизии.
В 1943 году вновь начинается формирование стрелковых корпусов и корпусной артиллерии, большинство сохранившихся к тому моменту 107-мм пушек передаются в её состав. Корпусные артполки новой организации имели 16—20 орудий, причём кроме 107-мм пушек использовались также 152-мм гаубицы и 122-мм пушки.
Значительное количество 107-мм пушек использовалось в составе отдельных артиллерийских полков и дивизионов укреплённых районов (УР) и в составе отдельных дивизионов и батарей фронтового и армейского подчинения.

## Боевое применение
107-мм пушки образца 1910/30 гг. принимали участие в боях на реке Халхин-Гол, при этом четыре орудия были потеряны.
Орудия этого типа участвовали также в советско-финской войне 1939—1940 годов; в частности, в 9-й армии имелся 51-й артиллерийский полк, имевший 12 таких орудий, в составе 8-й армии — 467-й артиллерийский полк (24 пушки), в 7-й армии также имелось 12 таких орудий. 107-мм пушки образца 1910/30 гг. по утверждениям обеих участвовавших в конфликте сторон потерь не понесли.
На 1 января 1941 года на балансе ГАУ состояло 839 орудий, из которых 217 требовало среднего ремонта, 64 капитального и 1 подлежала списанию.
На июнь 1941 года имелось 838 таких пушек. В западных округах имелось 474 107-мм пушки. Орудия этого типа активно участвовали в Великой Отечественной войне, в 1941—1942 годах значительная часть из них была потеряна. В 1943 году в состав корпусной артиллерии было передано порядка 490 оставшихся 107-мм пушек всех типов (главным образом, образца 1910/30 гг.), которые использовались до конца войны. 
107-мм пушки образца 1910/30 гг. на тумбовых установках использовались для вооружения тяжёлых бронепоездов.

## 107-мм пушка образца 1910/30 гг. за рубежом
Некоторое количество орудий этого типа было захвачено вермахтом в 1941—1942 годах. В немецкой армии трофейные орудия получили индекс 10,7 cm K.352(r) и использовались как в полевой артиллерии, так и в артиллерии береговой обороны. На март 1944 года в немецкой армии числилось 17 пушек этого типа, все они находились на Восточном фронте. Финская армия, обладавшая богатым парком трофейных советских орудий, захваченных в ходе двух войн, не захватила ни одного орудия этого типа, хотя использовала оригинальные 107-мм пушки образца 1910 г., как доставшиеся от русской армии, так и купленные в Польше, Франции и Латвии.

## Оценка проекта
107-мм пушка образца 1910/30 гг. являлась не очень существенной модернизацией орудия периода Первой мировой войны и сохранила большинство присущих орудиям того времени недостатков. Главными из них являлись:
- малый угол горизонтального наведения, обусловленный конструкцией однобрусного лафета;
- малая скорость возки из-за отсутствия подрессоривания, что существенно ограничивало подвижность орудия.

К концу 1930-х годов, несмотря на проведённую модернизацию, максимальная дальность стрельбы также стала недостаточной. К началу Великой Отечественной войны 107-мм пушка образца 1910/30 гг. устарела. Для сравнения немецкий аналог — пушка 10,5 cm K.18 — имел подрессоренный лафет с раздвижными станинами, обеспечивавший угол горизонтального наведения 60°, скорость возки орудия достигала 40 км/ч, а максимальная дальность стрельбы — 19 км. Модернизированное орудие 10,5 cm K.18/40 имело дальность стрельбы 21 км. Кроме того, значительная часть немецких орудий входила в состав дивизионной артиллерии — артиллерийский полк танковых и моторизованных дивизий вермахта имел батарею из четырёх 105-мм орудий, в то время как советские 107-мм пушки находились в корпусной артиллерии и частях РВГК. Подобная организационно-штатная структура позволяла немецким войскам весьма гибко использовать тяжёлую артиллерию, в частности, в 1941 году 105-мм пушки стали одним из важных средств борьбы с хорошо бронированными советскими тяжёлыми танками КВ.
Несмотря на неплохую баллистику (на дистанции порядка 1 км орудие могло поразить в лоб немецкий тяжёлый танк «Тигр») использование 107-мм пушки образца 1910/30 гг. как противотанковой было затруднено малым углом горизонтального наведения и раздельным заряжанием.
Польская модернизация 105-мм пушки Шнейдера образца 1929 года получила лафет с раздвижными станинами и подрессоренный ход и при этом была легче 107-мм пушки образца 1910/30 гг при аналогичной дальнобойности.
В то же время орудие имело и свои достоинства. Оно было лёгким (в два раза легче немецких аналогов), соответствуя по этому параметру 122-мм дивизионной гаубице М-30, что позволяло орудию меньше зависеть от механической тяги. Вместо специализированных тягачей 107-мм пушка могла буксироваться тяжёлыми грузовиками или лошадьми. Орудие имело простую и надёжную конструкцию, большой ассортимент боеприпасов и при правильном использовании могло действовать достаточно эффективно.
Преемником орудия стала новая 107-мм пушка М-60, первоначально разработанная как дивизионное орудие и имевшая более мощную баллистику. По ряду причин производство этого орудия имело мелкосерийный характер. Кроме того, в 1943 году на базе гаубицы М-30 была создана и испытана 107-мм дивизионная пушка 9С-1, имевшая баллистику пушки образца 1910/30 гг. Орудие выдержало полигонные испытания и было рекомендовано к принятию на вооружение, однако серийно не производилась. В какой-то мере преемником пушки можно считать 100-мм пушку образца 1943 года (БС-3), которая в конце войны также использовалась в корпусной артиллерии. В то же время, последняя имела очень мощную баллистику и являлась специализированным противотанковым орудием.

## Характеристики и свойства боеприпасов
Орудие имело раздельно-гильзовое заряжание, к нему полагались два метательных заряда — полный и уменьшенный. Полным зарядом запрещалось стрелять при снятом дульном тормозе, а также при использовании старых фугасных гранат, шрапнели и дымовых снарядов. Боекомплект 107-мм пушки образца 1910/30 гг. включал различные типы снарядов, что придавало орудию большую гибкость в использовании. Осколочно-фугасный снаряд ОФ-420 с установленным на осколочное действие взрывателем при разрыве давал зону сплошного поражения (поражается не менее 90 % целей) размером 14×6 м, зону действительного поражения (поражается не менее 50 % целей) размером 40×20 м. При установке взрывателя на фугасное действие при попадании снаряда в грунт средней плотности образовывалась воронка глубиной 40—60 см и диаметром 1—1,5 м. Эффективным снарядом против открыто расположенной живой силы была шрапнель — снаряд содержал более 600 пуль, создающих зону поражения размером 40—50 м по фронту и до 800 м в глубину.
| Номенклатура боеприпасов                                            |             |                 |            |                         |                        |
| Тип                                                                 | Обозначение | Вес снаряда, кг | Вес ВВ, кг | Начальная скорость, м/с | Дальность табличная, м |
| Калиберные бронебойные снаряды                                      |             |                 |            |                         |                        |
| Бронебойный тупоголовый (АРВС)                                      | Б-420       | 18,71           | 0,44       | 655                     | 3000                   |
| Осколочно-фугасные и фугасные снаряды                               |             |                 |            |                         |                        |
| Стальная дальнобойная граната                                       | ОФ-420      | 17,2            | 2,15       | 670                     | 16 130                 |
| Осколочно-фугасная граната                                          | ОФ-420У     | 17,4            | 2,01       | 670                     | 16 130                 |
| Фугасная граната                                                    | Ф-420У      | 16,54           | 1,8        | 581 (уменьшенный заряд) | 14 150                 |
| Старая фугасная граната                                             | Ф-422Л      | 16,41           | 1,56       | 580 (уменьшенный заряд) | 11 220                 |
| Старая фугасная граната                                             | Ф-422К      | 16,41           | 1,54       | 580 (уменьшенный заряд) | 11 220                 |
| Старая фугасная граната                                             | Ф-422М      | 16,41           | 1,7        | 580 (уменьшенный заряд) | 11 220                 |
| Шрапнель                                                            |             |                 |            |                         |                        |
| Шрапнель с трубкой 45 сек.                                          | Ш-422       | 16,54—17,25     | 0,44       | 579 (уменьшенный заряд) | 9400                   |
| Шрапнель с трубкой Т-6                                              | Ш-422Т      | 16,44           | 0,44       | 579 (уменьшенный заряд) | 10 700                 |
| Дымовые снаряды                                                     |             |                 |            |                         |                        |
| Дымовой                                                             | Д-422У      | 16,73           | 0,32/1,76  | 580 (уменьшенный заряд) | 11 220                 |
| Зажигательные снаряды                                               |             |                 |            |                         |                        |
| Зажигательный термитно-сегментного снаряжения с трубкой Т-6 (Т-7)   | З-420       | 17,2            | 0,035/1,6  | 670                     | 10 800 (15 000)        |
| Зажигательный электронно-сегментного снаряжения с трубкой Т-6 (Т-7) | З-420       | 16,37           | 0,035/1,6  | 680                     | 10 180 (15 260)        |
| Химические снаряды                                                  |             |                 |            |                         |                        |
| Осколочно-химический                                                | ОХ-420      | 17,2            | ?          | 670                     | 16 130                 |
| Химический                                                          | ХС-420      | 16,9            | ?          | 670                     | 16 130                 |
| Химический с «НОВ»                                                  | ХН-422      | 16,4            | ?          | 580 (уменьшенный заряд) | 11 220                 |
| Химический с «СОВ»                                                  | ХС-422      | 16,4            | 0,35/1,7   | 580 (уменьшенный заряд) | 11 220                 |

| Таблица бронепробиваемости для 107-мм пушки образца 1910/30 гг. |                          |                          |
| Тупоголовый калиберный бронебойный снаряд Б-420 |                          |                          |
| Дальность, м | При угле встречи 60°, мм | При угле встречи 90°, мм |
| 100 | 95                       | 117                      |
| 250 | 93                       | 115                      |
| 500 | 90                       | 111                      |
| 750 | 87                       | 107                      |
| 1000 | 84                       | 103                      |
| 1500 | 78                       | 95                       |
| 2000 | 72                       | 89                       |
| 2500 | 67                       | 82                       |
| 3000 | 62                       | 76                       |
| Приведённые данные относятся к советской методике измерения пробивной способности. Следует помнить, что показатели бронепробиваемости могут заметно различаться при использовании различных партий снарядов и различной по технологии изготовления брони. |                          |                          |

## Где можно увидеть
Две 107-мм пушки образца 1910/30 гг. находятся в экспозиции Музея артиллерии и инженерных войск в Санкт-Петербурге. Одно орудие находится на открытой площадке, другое - в здании.
Ещё одно такое орудие установлено в качестве памятника советским воинам и партизанам в деревне Городец Шарковщинского района Витебской области Республики Беларусь.
Другая пушка этой модели, выпуска 1933 года (вероятно, попавшая в США через немецкие руки) экспонируется в Мемориальном парке 36-й пехотной дивизии в городе Браунвуд в Техасе.